# Депортация чероки
Депортация чероки — насильственное переселение индейцев чероки федеральным правительством США в 1836—1839 годах. Примерно 16 000 индейцев были переселены со своих земель в Джорджии, Южной Каролине, Северной Каролине, Теннеси и Алабаме на Индейскую территорию (ныне Оклахома). Поскольку часть чероки отказались переселяться согласно заключённому договору, депортация проводилась насильственно армией США. Общие потери чероки от депортации оцениваются в 4000 человек, что составляло более 20 % численности этого народа.

## Предыстория
Чероки были одним из наиболее сильных и воинственных племён Северной Америки. На протяжении всего XVIII века они непрерывно воевали с соседними индейскими племенами и белыми колонизаторами. Сначала в союзе с британцами против французов, потом против самих британцев. В конце века часть чероки, не представлявшая всё племя, при поддержке британских лоялистов вела войну чикамога уже против экспансии американских колонистов. В результате чероки сумели отстоять и закрепить за собой обширные плодородные земли на юго-востоке США. Поскольку чероки сделали также значительные успехи в освоении цивилизации белых, включая использование труда чёрных рабов, американское правительство признало их в качестве одного из «пяти цивилизованных племён» и суверенной нацией. С начала XIX века чероки воевали уже в союзе с армией США против своих соседей, индейцев крик, которые пытались сопротивляться продолжению американской экспансии. Оба, противоборствующих впоследствии лидера чероки, Росс и Ридж во время крикской войны служили под командованием будущего президента США, генерала Эндрю Джексона. Под командованием этого генерала в 1814 году чероки приняли участие в битве у подковной излучины. Победа в этой битве и крикской войне, вместе с захватом обширных индейских земель, немало способствовали росту политической популярности Джексона. Однако генерал не видел больших различий между индейцами. Впоследствии, став президентом США, Джексон выселил все индейские племена, включая чероки, с юго-востока США в Оклахому.
Кампания по переселению «не цивилизованных» индейцев с юга США на запад проводилась ещё при президенте Джефферсоне, однако для «пяти цивилизованных племён» делалось исключение. Сама идея ликвидации индейского племенного землевладения в юго-восточных штатах, как такового, впервые зафиксирована в договоре 1802 года президента Джефферсона со штатом Джорджия. В этом договоре Джефферсон обещал в будущем ликвидировать индейскую земельную собственность в штате. В 1803 году Джефферсон сформулировал концепцию выселения индейцев с юго-востока США на единую территорию к западу от Миссисипи. В качестве обоснования, помимо идеи о неспособности индейцев адаптироваться к цивилизации белых, выдвигалась и «гуманная» идея защиты индейцев от насилия всё более многочисленных белых поселенцев. Верховный суд США в начале XIX-го века в серии своих решений реанимировал средневековую доктрину открытия, которая на «законном основании» лишала индейцев права собственности на родную землю. Некоторые из этих решений суда остаются в силе по сей день. Процесс пришёл к логическому завершению, когда в 1830 году президент Джексон подписал закон о переселении индейцев.

## Предпосылки

### Рост белого населения
С начала XIX века белое население США быстро росло как в результате естественного прироста, так и за счёт иммиграции. В 1820-е и 1830-е годы иммиграция нарастала и к 1850 в США иммигрировало 2.6 миллиона человек. С ростом плотности белого населения плодородные и не всегда обрабатываемые племенные земли стали предметом вожделения белых поселенцев. Это приводило к постоянным конфликтам, насильственному захвату земель и росту давления со стороны белого населения на правительства штатов и страны с целью ликвидации индейских анклавов. Конфликт обострялся также в связи с ростом прибыльного производства хлопка и обнаружением золота.

### Производство хлопка
В 1820-х и 1830-х годах производство хлопка в южных штатах стремительно росло. Росла и стоимость земель пригодных для его выращивания. Только в Джорджии чероки имели 1707900 акров таких земель при идеальном климате и хороших возможностях для транспортировки продукта.
К 1801 году практически все индейцы уже выращивали хлопок. Земли чокто, чикасо и чероки идеально подходили для этой культуры. Чероки освоили хлопок уже в 1790-е годы; по одной из версий, федеральные агенты научили их хлопководству в 1796 или 1797 году. Федеральное правительство поощряло развитие хлопководства у индейцев и поставляло им прялки и инструменты для сбора хлопка. Опись 1835 года показывает, что каждая семья чероки уже умела изготавливать хлопковую нить. Первоначально хлопок использовался для внутреннего употребления, но затем его стали производить и на продажу. К 1830 году индейцы уже широко использовали рабский труд. В 1835 году многие чероки уже владели 2—10 рабами, а у некоторых их было 28 и более.
До 1820-х годов власти штатов не проявляли интереса к землям чероки, но изобретение Коттон-джина резко повысило спрос на землю. В 1820-х годах правительства штатов стали давить на федеральное правительство, требуя доступа к земле индейцев, а в 1823 году была попытка договориться о выкупе части индейской земли, но на этот раз чероки отказались продавать землю.

### Золотая лихорадка в Джорджии
Трения между штатом Джорджия и чероки обострялись в связи с обнаружением в штате в 1828 году золота, что привело к первой в истории США золотой лихорадке. Золотоискатели начали вторгаться на земли чероки и усилили давление на правительство штата, дабы оно добилось выполнения обещаний договора 1802 года о ликвидации индейских земель в Джорджии.

## Закон о переселении индейцев
В 1827 году джорджианец Уилсон Лампкин был избран в палату представителей США, возглавил комитет по индейским вопросам, а 13 декабря 1827 года предложил резолюцию, которая предполагала изучить территорию за Миссисипи и выбрать подходящую для переселения индейцев. Лампкин писал потом, что надеялся избавить свой родной штат от обремененности (incumbrance) индейским населением, желал улучшить положение индейцев, разместив их вне досягаемости властей штатов, где бы федеральное правительство могло бы без помех о них заботиться, и даже надеялся, что когда-нибудь индейцы присоединятся к США отдельным штатом. Предложение Лампкина вызвало много возражений в Конгрессе и сильное недовольство населения северных штатов. Конгресс получал сотни петиций с протестами против переселения.

## Юридические споры
В 1820-х годах на землях чероки фактически действовали три противоречащие друг другу законодательные системы: федеральный закон запрещал американцам селиться в землях чероки без федеральной лицензии, законы чероки запрещали селиться без разрешения, выданного индейскими властями, а законы штата Джорджия требовали от переселенцев расписаться в верности законам штата Джорджия, угрожая нарушителям тюремным заключением на срок до семи лет.
В 1827 году чероки приняли Конституцию Чероки, во многом скопированную с конституции США, которая объявляла чероки независимым народом. Это вызвало возмущение жителей штата Джорджия, а губернатор Форсит подал президенту жалобу, обвиняя чероки в создании сепаратистского правительства в границах суверенного штата.
Ответным шагом легислатура Джорджии в 1828 году объявила о том, что действие законов штата распространяется на все земли чероки. В 1830 году легислатура объявила незаконными все суды и собрания на территории чероки. Вожди чероки обратились за помощью к президенту Эндрю Джексону, но он в этом вопросе встал на сторону Джорджии. Тогда чероки подали в Верховный суд иск, известный как «Чероки против Джорджии». Председатель Верховного суда Джон Маршалл постановил, что чероки не являются суверенной и независимой нацией, а являются «домашней, зависимой нацией», и не имеют права подавать иски. В декабре 1830 года легислатура Джорджии запретила белым переселенцам жить в землях чероки без разрешения, и вскоре миссионер Самуэль Вустер был арестован за нарушение этого закона. Он подал в верховный суд иск «Вустер против Джорджии», и на это раз Суд признал, что законы Джорджии не имеют силу на территории чероки. Индейцы выиграли дело, но президент не стал приводить в исполнение решение суда. Впоследствии дело было решено мирным соглашением: Вустер отказался от иска, а правительство штата сняло с него обвинения.

## Договор Нью Икоты
После внушительной победы Эндрю Джексона на повторных выборах в 1832 году даже некоторые из решительных противников депортации в племени чероки изменили свои взгляды. Во главе с Мейджором Риджем, его сыном Джоном Риджем и племянниками Элиасом Будинотом и Стендом Уэйти эти вожди чероки приобрели известность как «Партия договора». «Партия договора» полагала, что в интересах чероки достичь выгодного соглашения с правительством США, пока правительства штатов и прямое беззаконное насилие белых поселенцев не ухудшат ситуацию до предела. Джон Ридж начал неофициальные переговоры с администрацией Джексона в конце 1820-х годов.
Однако верховный вождь Джон Росс и большинство чероки твёрдо выступали против депортации. Начались политические интриги. Вождь Росс отменил племенные выборы в 1832 году, племенной совет угрожал Риджам импичментом, а один видный член «Партии договора» был убит. Риджы в ответ сформировали свой собственный совет, представлявший небольшую часть чероки. Во главе этого совета был поставлен другой вождь, но ведущая роль оставалась за Риджем.
В 1835 году, президент Джексон назначил преподобного Джона Шермерхорна представителем США на переговорах. Правительство предложило чероки 4.5 миллиона долларов (помимо других компенсаций), чтобы они самостоятельно переселились на предлагаемые им земли на Индейской территории. Это предложение было отвергнуто в октябре 1835 года племенным советом чероки. Вождь Росс, пытаясь объединить чероки, поехал в Вашингтон с делегацией, в состав которой входили и члены «Партии договора» Джон Ридж и Стенд Уэйти, чтобы начать новые переговоры. Однако лидерам индейцев было сказано, что они могут вести переговоры только с Шермерхорном.
Тем временем Шермерхорн организовал митинг в поддержку совета «Партии договора» в Нью Икоте. На митинг пришли только 500 чероки, однако, 30 декабря 1835 года 21 сторонник переселения из параллельного совета племени подписал договор Нью Икоты. Джон Ридж и Стенд Уэйти подписали договор в Вашингтоне, верховный вождь Росс подписывать договор отказался.
По договору чероки отдавали все племенные земли к востоку от Миссисипи за 5 миллионов долларов, которые должны быть розданы поровну всем индейцам и ещё полмиллиона долларов выделялись на общеплеменной образовательный фонд. Индейцы «навечно» получали такое же количество земли на Индейской территории и полную компенсацию за имущество, оставленное на востоке. В подписанном договоре имелся пункт, позволявший чероки, желавшему стать гражданином США, получить 160 акров земли, там, где он жил. Но президент Джексон позднее вычеркнул этот пункт из договора.
Несмотря на протесты легитимного племенного совета чероки и верховного вождя Росса договор был ратифицирован Конгрессом 23 мая 1836 года на первом же чтении.

## Депортация
Депортация чероки прошла в три стадии. Добровольное переселение сторонников договора, насильственная депортация армией США и вынужденное самостоятельное переселение под руководством Джона Росса..

### Добровольное переселение
Договор давал чероки двухгодичный период для самостоятельного переселения. Однако президент Джексон направил генерала Джона Вула для организации депортации и оказания дополнительной помощи тем, кто согласился на переселение. По прибытии генерал Вул убедился в стойком неприятии идеи переселения, предлагаемые продуктовые пайки отвергались почти всеми чероки. В течение нескольких месяцев генерал не смог сделать практически ничего и отправил в Вашингтон сообщение, что «почти все индейцы отвергают договор».
«Партия договора» также пыталась убедить чероки принять правительственную помощь и примириться с неизбежным. 12 сентября 1836 года партия созвала для этого митинг, но его пришлось отменить, поскольку Джон Росс созвал индейцев на другой митинг с противоположной целью. Росс призывал людей отвергать любые подачки правительства США и объяснял, что принятие подобных «подарков» будет означать согласие с договором. Убедившись в бесполезности своих увещеваний, сторонники «Партии договора» приняли правительственную помощь и с весны 1837 года стали переправляться на Индейские территории. Первыми 28 марта 1837 года на Индейские территории в составе группы из 466 чероки прибыли Мейджор Ридж и Стен Уэйти. Согласно записям бюро по делам индейцев в архиве США добровольно за два года в составе организованных групп переселились 2198 человек, включая чёрных рабов лидеров «Партии договора» (в это число убывших с места проживания входят и умершие по пути). В одной из групп, путешествовавшей по суше с середины октября по конец декабря, смертность превысила 4 %. Даже добровольное, организованное правительством путешествие на Индейскую территорию было серьёзным испытанием. Вероятно, ещё какое-то количество индейцев переселилось самостоятельно. Часть переселившихся вернулась обратно, но с учётом статистики последующей депортации приведенное выше число является достаточно точной оценкой добровольно переселившихся чероки

### Насильственная депортация
Некоторые белые американцы были возмущены сомнительным договором и протестовали против насильственной депортации Чероки. Например, 23 апреля 1838 года Ральф Эмерсон написал открытое письмо преемнику Джексона, Ван Бюрену, отмечая, что «столь грубая несправедливость в отношении чероки» может подорвать веру американского народа в моральность своего правительства.
Джон Росс и вероятно большинство чероки не верили, что правительство использует против них армию на основании фальсифицированного договора.
Тем не менее, 23 мая 1838 года, президент Ван Бюрен назначил генерала Уинфилда Скотта руководить насильственной депортацией. Генерал прибыл в Нью Икоту 17 мая 1838 года во главе подразделений армии США и милиции штата общей численностью 7000 человек. Скотт разъяснил солдатам, что «бессмысленное насилие или оскорбление мужчин, женщин и детей чероки» будет караться арестом В Джорджии операция началась 26 мая. Через десять дней она началась в Теннеси, Северной Каролине и Алабаме. Мужчин, женщин и детей только с тем, что они могли унести с собой выгоняли из домов под угрозой применения оружия и в течение трёх недель собирали в концлагерях. Около 1000 чероки укрылись в горах на востоке, индейцы, имевшие землю в частной собственности также могли избежать депортации.. Из лагерей пешими колоннами индейцев гнали на пристани в Чаттануге и Гантерсвиле и сажали на плоскодонные баржи и пароходы. Однако из-за засухи реки обмелели, и для преодоления отмелей суда часто приходилось разгружать. Это катастрофически замедлило движение кораблей, а во время разгрузок индейцы использовали любую возможность, чтобы бежать. Длительное содержание индейцев на баржах в бесчеловечных условиях привело к колоссальной смертности. Таким образом, депортация силами американской армии закончилась полным провалом. Поскольку реки продолжали мелеть, генерал Скотт приказал прекратить операцию. Представление о характере армейской депортации дают следующие две архивные записи.
1. Командир лейтенант Уайтли , 800 человек отправлено 13 июня по воде; прибыли 5 августа, (70 умерло).
2. Командир капитан Густавус С. Дрейн, 1072 человек отправлено 17 июня по воде; 7 сентября прибыло 635 человек, (146 умерло, 2 родилось).

#### Концентрационные лагеря
Высокая смертность и массовое бегство чероки с армейских кораблей заставили Скотта отложить депортацию армейскими силами и сосредоточить оставшихся чероки в одиннадцати концентрационных лагерях, которые были организованы в основном в фортах американской армии.
Чероки оставались в лагерях в течение всего лета 1838 года. В условиях скученности и антисанитарии это привело к эпидемии дизентерии и другим болезням, от которых умерло 353 человека. В этой ситуации вождь Росс окончательно признал поражение и пришёл к соглашению с генералом Скоттом об условиях депортации. Несмотря на увеличение расходов, Скотт одобрил контракт на перевозку 11000 чероки под руководством Росса за счёт американской армии, что многих удивило и вызвало раздражение президента.

### Вынужденная депортация
Джон Росс сначала получил одобрение на руководство депортацией от других вождей, которые возложили на него полную ответственность за решение этой непростой задачи. Согласно плану Росса депортация проводилась на 12 караванах крытых повозок, около 1000 человек в каждом. Каждым караваном руководил либо опытный племенной вождь, либо образованный метис, знавший английский язык. Во всех караванах имелись врачи, переводчики для помощи врачам, снабженцы, профессиональные возчики и ремонтники и даже копатели могил. Росс также купил пароход «Виктория», на котором его семья и семьи племенных вождей могли путешествовать с некоторым комфортом. Брат верховного вождя, Льюис Росс был назначен основным поставщиком продовольствия, кормов и одежды для караванов. Несмотря на все принятые меры болезни и другие тяготы долгого пути унесли множество жизней. Именно этот этап депортации индейцы называют «дорогой слёз».
Караваны должны были пересечь несколько штатов по извилистому пути, который превышал 1600 км. Путешествие длилось около 3 месяцев. Зима была необычно холодной. Чероки страдали от низких температур и буранов, следствием которых была пневмония. Чероки запрещалось проезжать через города и посёлки белых, что значительно удлиняло их путь. Белое население было настроено враждебно к чероки и вымогало у них деньги, переправа через реку для чероки стоила в 10 раз больше чем для белого. В некоторых караванах потери превышали 10 %, но численность других караванов даже немного увеличилась. По всей видимости, индейцы, отставшие от одного каравана, присоединялись к следующему. В качестве примера приведём одну архивную запись.
1. Начальник Даниель Колстон,; помощник Джефферсон Невинс; 710 человек убыли из лагеря 5 октября 1838 года и 654 прибыли на Индейскую территорию 4 января 1839 года (57 умерли, 9 родились, 24 бежали или отстали).

Платёжные ведомости для всех 13 групп хранятся среди личных документов главного вождя Росса.
Во время путешествия чероки для поддержания духа пели «О, благодать». Христианская песня была переведена на язык чероки с помощью индейцев миссионером Сэмуэлем Вустером и впоследствии стала гимном чероки.

## Потери
Имеется несколько разных оценок числа погибших в результате депортации. Американский миссионер Элизер Батлер, который совершил путешествие в караване Даниэля Колстона, насчитал 2000 смертей во время принудительной депортации и в лагерях и ещё около 2000 во время вынужденного переселения. Эта оценка в 4000 погибших цитируется наиболее часто, хотя не основана на правительственных и племенных архивных записях. Современные научные оценки в 1973 и 1984 годах дали соответственно 2000 и 6000 смертей. Поскольку перепись 1835 года насчитала 16000 чероки (вместе с рабами более 18000), а переселилось в 1838 году около 12000, то недостача составляет 4000 — 6000 человек. Около 1500 чероки остались в Северной Каролине, Южной Каролине и Джорджии. С другой стороны около 400 индейцев крик, избежавших предыдущей депортации влились в племя чероки и были депортированы вместе с ним. С учётом всех этих факторов цифра смертности должна лежать в указанных пределах.
Трудности подсчёта жертв связаны и с противоречивостью финансовых отчётов, представленных Россом после депортации. Американская армия сочла их раздутыми и возможно мошенническими. Число продовольственных пайков, указанных Россом, на 1600 превысило число депортированных индейцев, по подсчётам самой американской армии. Администрация Ван Бюрена отказалась платить Россу, но в 1842 году администрация Тайлера одобрила выплату более чем $500000 верховному вождю Россу.
Некоторые чероки, в первую очередь метисы и белые во главе семей чероки, после добровольного переселения, в разочаровании, успели вернуться обратно и совершили путешествие на Индейские территории дважды. Другие метисы и белые подали прошение властям США о гражданстве и вместе со своими семьями перестали числиться как чероки.
Приведенные выше оценки не учитывают неизбежные потери в ходе адаптации на новом месте в первые два года после депортации. Известно, что такие потери в результате отсутствия нормального жилья, питания и непривычных условий жизни у депортированных народов могут быть значительны. Большинство чероки прибыли на не подготовленное заранее для жизни место в январе суровой зимы 1838 года.

## Не депортированные чероки
Не все чероки были депортированы. Индейцы, которые жили не на общинной племенной земле, а имели землю в частной собственности, депортации не подлежали. В Северной Каролине около 400 чероки вождя Ёнагуски жили в отдельной резервации в южных Аппалачах и формально не подлежали переселению по договору Нью Икоты. Однако, предвидя беззаконные действия со стороны правительства США, они попросили белого американца Уильяма Томаса представлять их на отдельных переговорах с Вашингтоном. Томас, усыновлённый в юности вождём Ёнагуской, а впоследствии сам единственный белый вождь чероки и сенатор Северной Каролины, не только провёл переговоры, но и предусмотрительно купил для индейцев участок земли. Участок был куплен на имя Томаса на деньги чероки и его собственные и положил начало будущей резервации федерально признанного Восточного племени чероки. К этим чероки присоединились небольшие группы индейцев, живших в окрестностях. По переписи 1839 года в Джорджии, Южной Каролине Теннеси и Алабаме оставалось ещё около 400 чероки, большинство из которых впоследствии присоединились к восточному племени чероки.
Длительное время после депортации чероки запрещалось законом покупать землю за пределами Индейских территорий, дабы предотвратить их возвращение

## Последствия
Депортированные чероки первоначально поселились в Тахлекуахе, Оклахома. После завершения насильственной депортации лидеры «Партии договора» Мейджор Ридж, Джон Ридж и Элиас Будино были убиты своими соплеменниками. Избежать печальной участи удалось только Стенду Уэйти, который впоследствии стал генералом армии Конфедератов. Джона Росса обвиняли в причастности к убийству, но доказать ничего не удалось и убийцы не были найдены. Во время Гражданской войны в США племя вновь раскололось и приняло участие в военных действиях, в том числе междоусобных, что также негативно отразилось на его численности. Однако впоследствии численность чероки и их потомков от смешанных браков существенно выросла. Сегодня зарегистрированные чероки одна из самых больших индейских групп в США.
Правительство США не сдержало обещания отдать земли в Оклахоме индейцам «навечно». Уже в 1880-х годах земли чероки и других индейцев в Оклахоме стали открываться для белых поселенцев. Впоследствии Индейская территория была ликвидирована. Сегодня в Оклахоме существуют территории «племенной юрисдикции», однако большинство населения на этих территориях составляют белые.
В напоминание об одном из наиболее «прискорбных событий» в истории США Конгресс в 1987 году официально обозначил на карте исторические маршруты «Дороги слёз» длиной 3500 км. в девяти штатах.
В 2004 году на 108-й сессии Конгресса, сенатор Сэм Браунбэк от Республиканской партии предложил в совместной резолюции «принести извинения всем коренным народам от имени правительства США» за прошлую политику США по отношению к индейским племенам. Резолюция была принята сенатом США в феврале 2008 года

## Дорога слёз
В истории индейцев США депортации, осуществлённые после принятия закона о переселении индейцев, известны как дорога слёз. Это выражение в первую очередь относится к депортации наиболее крупных и развитых пяти цивилизованных племён и связано с большими человеческими потерями на пути более 1000 километров, по которому индейцы двигались несколько месяцев. Небольшие «не цивилизованные племена» депортировались с юга США на запад и до принятия закона о переселении. Большинство племён переселялись в добровольно-принудительном порядке. Чероки отказались переселяться по фиктивному договору, и были согнаны в концлагеря, но не оказали вооружённого сопротивления. Только семинолы во Флориде, вели партизанскую войну с 1817 по 1850 год и нанесли значительные потери армии США. Выражение «дорога слёз» возникло после первой «показательно-добровольной» депортации чокто в 1831 году, в ходе которой чокто понесли большие потери, в первую очередь, от эпидемий.

### Статьи
- Davis, Kenneth Penn. The Cherokee Removal, 1835-1838 (англ.) // Tennessee Historical Quarterly. — Tennessee Historical Society, 1973. — Vol. 32, iss. 4. — P. 311-331.
- Fite, Gilbert C. Development of the Cotton Industry by the Five Civilized Tribes in Indian Territory (англ.) // The Journal of Southern History. — Southern Historical Association, 1949. — Vol. 15, iss. 3. — P. 342-353. — doi:10.2307/2198101.
- McLoughlin, William G. Georgia's Role in Instigating Compulsory Indian Removal (англ.) // The Georgia Historical Quarterly. — Georgia Historical Society, 1986. — Vol. 70, iss. 4. — P. 605-632.
- Perdue, Theda. The Legacy of Indian Removal (англ.) // The Journal of Southern History. — Southern Historical Association, 2012. — Vol. 78, iss. 1. — P. 3-36.
- Thornton, Russell. Cherokee Population Losses during the Trail of Tears: A New Perspective and a New Estimate (англ.) // Ethnohistory. — Duke University Press, 1984. — Vol. 31, iss. 4. — P. 289-300. — doi:10.2307/482714.